# Лычковское сельское поселение
Лычко́вское сельское поселение — муниципальное образование в Демянском муниципальном районе Новгородской области России.
Административный центр — село Лычково.

## География
Территория сельского поселения расположена на юге центральной части Новгородской области, к северу от Демянска. По территории муниципального образования протекает река Полометь и её притоки Лужонка (с притоком Уполозенка), Поповка, Лоненка (с притоком Пустошка).

## История
Лычковское сельское поселение было образовано в соответствии с законом Новгородской области от 11 ноября 2005 года № 559-ОЗ.

## Состав сельского поселения
| № | Населённый пункт | Тип населённого пункта       | Население |
| - | ---------------- | ---------------------------- | --------- |
| 1 | Верейница        | деревня                      | 3         |
| 2 | Володиха         | деревня                      | 0         |
| 3 | Задняя           | деревня                      | 7         |
| 4 | Кипино           | деревня                      | 37        |
| 5 | Липняги          | деревня                      | 1         |
| 6 | Лонна            | деревня                      | 13        |
| 7 | Лычково          | село, административный центр | ↘1578     |
| 8 | Муры             | деревня                      | 10        |
| 9 | Яблоня           | деревня                      | 5         |

## Транспорт
В селе Лычково есть железнодорожная станция Октябрьской железной дороги на линии Бологое-Московское — Валдай — Старая Русса — Дно-1. Через муниципальное образование проходит автодорога областного значения Р49(Красея — Лычково) соединяющая Лычково с автодорогой Р48 (Яжелбицы — Демянск — Старая Русса — Сольцы), а также дорога в Кневицы.